# Chalán peruano

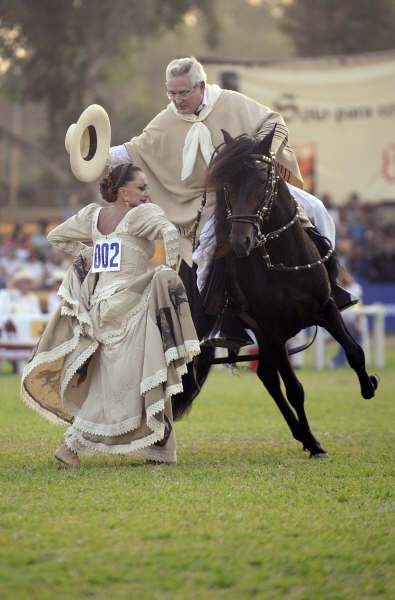
Chalán a caballo y su pareja, danzando marinera.

El chalán es la figura estereotípica del jinete y ranchero de la costa norte de Perú (La Libertad, Lambayeque y Piura).
En Perú hacen las labores de crianza de reses y caballos, siendo herederos de la tradición en la crianza del caballo peruano de paso, famosos en todo el país, pero sus haciendas se encontraban en el norte de Perú.  Los chalanes son figuras análogas a la del charro en México y demás vaqueros de América.

## Descripción
Su vestimenta es de color blanco, incluyendo el poncho bordado, cinturón y botas negras. Usa un sombrero de paja y pañuelo blanco al cuello.